# Cyril Gardner
Cyril Gardner (30 de mayo de 1898 – 30 de diciembre de 1942) fue actor, director y guionista cinematográfico estadounidense de origen francés.

## Biografía
Nacido en París, Francia, su verdadero nombre era Cyril Gottlieb. Emigrado a los Estados Unidos a temprana edad, cambió su apellido por 'Gardner' en los años de la Primera Guerra Mundial, dado el origen alemán de Gottlieb. Empezó su carrera artística como actor infantil, destacando en un papel protagonista en la película de 1913 dirigida por Thomas H. Ince The Drummer of the 8th, en la cual actuaba la estrella Mildred Harris.
Cyril Gardner falleció en Hollywood, California, en 1942 a causa de un ataque cardiaco.

## Selección de su filmografía
Director
- Declassee (1925), editor
- The Trespasser (1929), editor
- Grumpy (1930)
- The Royal Family of Broadway (1930)
- Reckless Living (1931)
- Doomed Battalion (1932)
- Perfect Understanding (1933)
- Big Business (1934)
- Widow's Might (1935)